# Cor Reisma

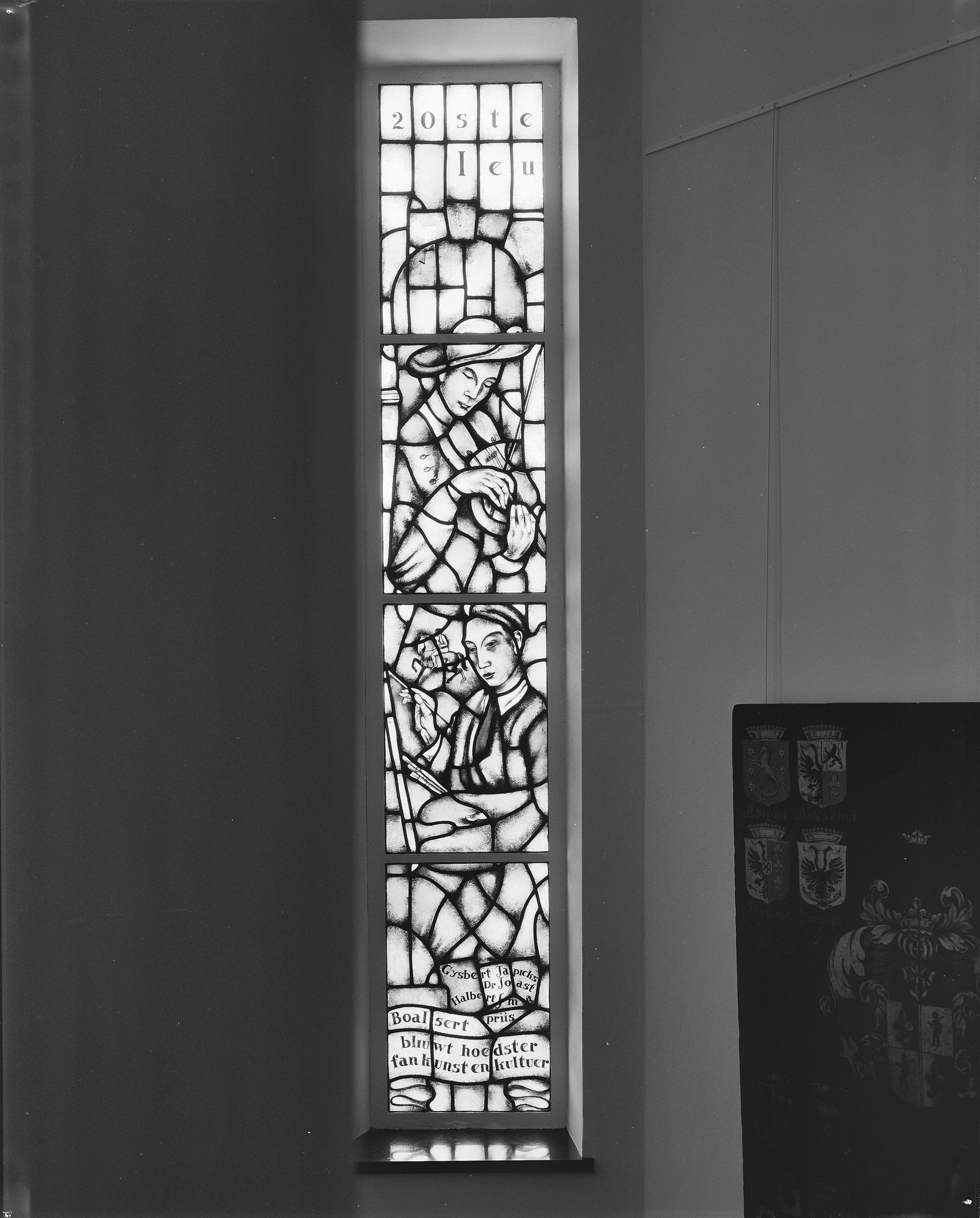
Raam in stadhuis van Bolsward (1952)

Cornelis (Cor) Reisma (Steenwijk, 9 december 1902 - Leeuwarden, 17 mei 1962) was een Nederlandse schilder en tekenaar.

## Leven en werk
Reisma kwam op 11-jarige leeftijd, nadat zijn vader was overleden, in Friesland terecht. Hij woonde er enige tijd bij zijn grootouders in Stiens. Na de ulo werd hij aanvankelijk opgeleid tot waterbouwkundige aan de mts in Leeuwarden. Hij maakte in de jaren dertig de overstap naar kunst, gaf zijn baan op en vertrok naar Amsterdam voor een opleiding aan de Rijksakademie van beeldende kunsten (1931-1933), als leerling van onder anderen professor Jurres. Hij won de Cohen Gosschalkprijs (1933) en de Willink van Collenprijs (1935). 
Reisma was aanvankelijk vooral een fijnschilder. Omdat hij eind jaren dertig voelde dat hij artistiek vastliep, schreef hij zich in voor een studie aan de Koninklijke Academie voor Schone Kunsten van Antwerpen (1938-1939), onder Isidore Opsomer. Hier leerde hij het schilderen met een brede toets en gebruikmaken van andere kleuren. Na een korte tijd in Amsterdam, vestigde hij zich in 1940 in Leeuwarden. Reisma was niet alleen schilder, hij gaf ook les en schreef kunstrecensies voor Het Vrije Volk. In 1950 werd Reisma met zes andere schilders in de gelegenheid gesteld om op Paleis Soestdijk anderhalf uur schetsen te maken van koningin Juliana, hij zou in de loop der jaren een aantal schilderijen van haar maken. 
Vanaf de jaren vijftig maakte Reisma ook enkele monumentale opdrachten, waaronder gebrandschilderde ramen en mozaïeken. Voor het Crematorium Groningen ontwierp hij in 1962 een mozaïek van een feniks. Hij was wegens ziekte niet meer in staat het zelf uit te voeren, dat deed zijn zoon Peter. Reisma overleed enkele weken voor de onthulling. Bij een verbouwing van het crematorium in 1995 werd het werk vernietigd. Reisma had graag een groter oeuvre nagelaten, maar was door ziekte geregeld periodes niet in staat om te werken. Hij overleed op 59-jarige leeftijd in het Diakonessenhuis in Leeuwarden.

## Enkele werken
- 1950 schilderij van koningin Juliana voor het Provinciehuis Friesland
- 1952 gebrandschilderde ramen voor het stadhuis van Bolsward
- 1953 schilderijen van koningin Juliana voor het stadhuis van Franeker en Crackstate in Heerenveen
- 1954 mozaïek voor de PZEM-centrale in Vlissingen
- 1957 gebrandschilderde ramen voor de Jacobijnerkerk in Leeuwarden
- 1962 mozaïek voor het Crematorium Groningen